# Референдум во Франции (1815)
Французский референдум проводился 1 июня 1815 года для ратификации акта, обнародованного Наполеоном 22 апреля 1815 года и вносившего изменения в конституцию Франции.
После бегства с острова Эльба Наполеон вернул себе власть во Франции на короткий период с 20 марта по 22 июня 1815 года, называемый Сто дней. Референдум должен был закрепить возвращение Наполеона и его Первой империи. 
Из около 7 миллионов избирателей в референдуме не участвовало 77.46%. Официально было объявлено, что за воссоздание империи Наполеона проголосовало подавляющее большинство (99,67%), как это происходило во всех предыдущих референдумах во Франции.
Вопрос, вынесенный на референдум, был следующий:
Êtes-vous pour un acte additionnel de l'Empire ?
Вы за дополнительный акт Империи?

## Результаты
| Да и Нет     | % голосов | Количество |
| ------------ | --------- | ---------- |
| Да (за)      | 99,67%    | 1 305 206  |
| Нет (против) | 0,33%     | 4 206      |
| Всего        | 100%      |            |